# Joachim Cureus
Joachim Cureus (również Curäus, Scheer) (ur. 23 października 1532 w Kożuchowie, zm. 21 stycznia 1573 w Głogowie) – niemiecki pisarz-teolog, historyk i lekarz.

## Życiorys
Urodzony jako syn sukiennika i sędziego miejskiego Georga Scheera i jego żony Magarethy. Od 1539 uczęszczał do szkoły w Kożuchowie, zaś od 1548 do szkoły w Złotoryi. Przygotowany do dalszej nauki przez Valentina Friedlanda zapisał się w dniu 8 marca 1550 na uniwersytet w Wittenberdze. Podczas studiów był m.in. uczniem Filipa Melanchtona, w dniu 31 lipca 1554 uzyskał u Caspara Peucera stopień akademicki magistra.
Po powrocie z Wittenbergi został przez pewien czas nauczycielem szkoły miejskiej w Kożuchowie. Następnie podjął studia medyczne na uniwersytetach w Padwie i w Bolonii, gdzie w dniu 10 września 1558 roku promował na doktora medycyny. W 1559 roku osiadł w Głogowie, przejmując obowiązki syndyka miejskiego. Podczas pobytu w Głogowie (do 1564) przyczynił się wydatnie w procesach związanych z wprowadzeniem reformacji.
W tym okresie proponowano mu profesurę na uniwersytecie w Wittenberdze, którą jednak podobnie jak inne (m.in. ze Szczecina, Wrocławia) odrzucił. Dopiero w 1572 roku uległ propozycji księcia Jerzego Legnickiego i udał się do Brzegu. Zmarł podczas naukowego wywodu na udar mózgu.

## Wybór dzieł
- Gentis Silesise annales, complectes historiam de orgine, praecipuorum euentuum, qui in Eccelesia & recitationem vsque ad necem Ludouici, Hungariae & Bohemiae regis, acciderunt[1] Wittenberga 1571
- Libellum physicum de natura & differentia colorum, sonorum, odorum, Saporum & qualitatum tangibilium: Exegesin controuersiae de S. Coena, Heidelberg
- Exegesis perspicua et ferme integra de Sacra Coena, Scripta ut privatim conscientias piorum erudiat, Et subiicitur iudicio sociorum confessionis Augustanae, Quicunque candide et sine privatis affectibus iudicaturi sunt, prawdopodobnie w Genewie 1574, ponownie Marburg 1853
- Spongia exigua et mollis, comparata ad eluendos colores, quos illevit controversise de sacra coena Paulus Eberus, wydane przez Zachariasa Ursinusa, Heidelberg 1575
- In febri quartana et epilepsia pro quadam puellula quantor annorum. Consilium XXXVIII, 1563, Głogów
- Epistola ad Amicum, 1572